# مسابقه آواز یوروویژن نوجوانان ۲۰۱۹
مسابقه آواز یوروویژن نوجوانان ۲۰۱۹ هفدهمین مسابقه آواز یوروویژن نوجوانان بود که توسط Telewizja Polska (تی‌وی‌پی) و اتحادیه پخش برنامه‌های اروپایی (EBU) برگزار شد. مسابقه در ۲۴ نوامبر ۲۰۱۹، در ورزشگاه Gliwice Arena در گلیویتسه، لهستان برگزار شد. این اولین باری بود که لهستان میزبان این مسابقه و همچنین اولین رویداد یوروویژن بود که از زمان مسابقه آواز یوروویژن نوجوانان ۲۰۱۳ در این کشور برگزار می‌شود.